# Oskar Messter

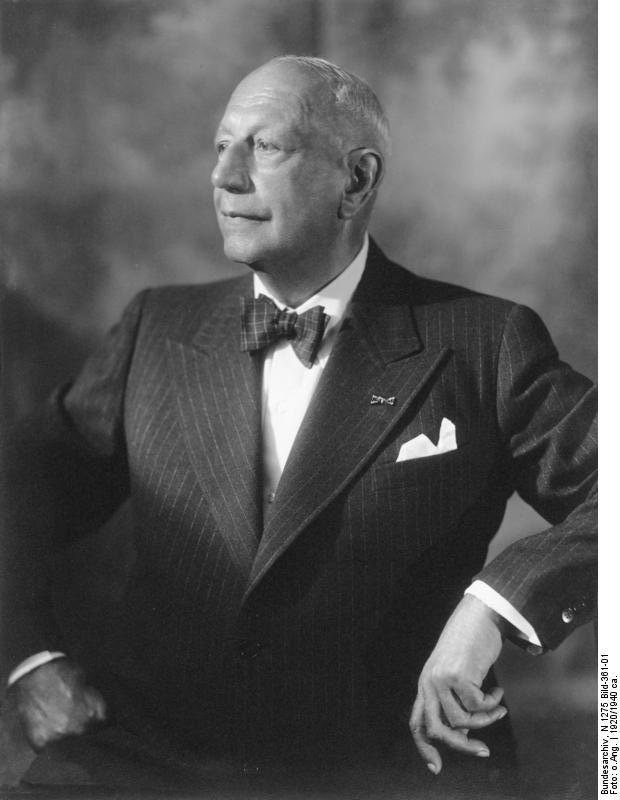
Oskar Messter.

Oskar Messter, född den 21 november 1866 in Berlin, död den 6 december 1943 i Tegernsee, var en tysk filmpionjär, uppfinnare, industriman, kameraman och filmproducent. Han grundade det första tyska filmbolaget, Messter Film. Under åren 1909-1917 hans studio producerade 350 filmer.